# Ochropleura draesekei
Ochropleura draesekei är en fjärilsart som beskrevs av Corti 1928. Ochropleura draesekei ingår i släktet Ochropleura och familjen nattflyn. Inga underarter finns listade i Catalogue of Life.